# 东萨摩斯
东萨摩斯（希臘語：Ανατολική Σάμος）是希腊北愛琴大區萨摩斯专区的市镇。行政中心为萨摩斯镇。市镇面积为292.6平方公里，2021年人口数量为20,021人。
东萨摩斯市镇包括萨摩斯岛的东半部及附近的一些小岛。该市镇成立于2019年9月1日的地方政府改革中，其时在2011年改革中设立的萨摩斯市镇一分为二，分成东萨摩斯市镇和西萨摩斯市镇。东萨摩斯市镇下分为两个市区。